# Öræfaskyggnir
Öræfaskyggnir är ett berg i republiken Island. Det ligger i regionen Suðurland, 130 km öster om huvudstaden Reykjavík. Toppen på Öræfaskyggnir är 855 meter över havet.
Trakten runt Öræfaskyggnir är nära nog obefolkad, med mindre än två invånare per kvadratkilometer. Det finns inga samhällen i närheten. Trakten runt Öræfaskyggnir består i huvudsak av gräsmarker.